# Nordische Skiweltmeisterschaften 1934
Die 11. Nordischen Skiweltmeisterschaften wurden vom 20. bis 26. Februar 1934 in der schwedischen Stadt Sollefteå ausgetragen. Beherrscht wurden die Wettbewerbe von den Sportlern aus Skandinavien, die außer der Silbermedaille in der Langlaufstaffel sämtliche weitere Medaillen unter sich aufteilten. Bei den Langläufern allerdings verloren die Norweger ihre vormals dominante Rolle v. a. an die Finnen. Aber auch die Schweden lagen hier noch vor den Norwegern. Diese trumpften dafür im Skispringen und in der Nordischen Kombination so stark auf, dass außer einer Bronzemedaille nichts für die anderen Nationen übrig blieb.

## Medaillenspiegel
| Platz | Nation          | Gold | Silber | Bronze | Gesamt |
| ----- | --------------- | ---- | ------ | ------ | ------ |
| 01    | Norwegen        | 2    | 2      | 1      | 5      |
| 02    | Finnland        | 2    | 1      | 2      | 5      |
| 03    | Schweden        | 1    | 1      | 2      | 4      |
| 04    | Deutsches Reich | 0    | 1      | 0      | 1      |

| Platz | Sportler             | Gold | Silber | Bronze | Gesamt |
| ----- | -------------------- | ---- | ------ | ------ | ------ |
| 01    | Sulo Nurmela         | 2    | 0      | 0      | 2      |
| 02    | Veli Saarinen        | 1    | 1      | 0      | 2      |
| 03    | Martti Lappalainen   | 1    | 0      | 1      | 2      |
| 04    | Kristian Johansson   | 1    | 0      | 0      | 1      |
| 04    | Oddbjørn Hagen       | 1    | 0      | 0      | 1      |
| 04    | Elis Wiklund         | 1    | 0      | 0      | 1      |
| 04    | Klaes Karppinen      | 1    | 0      | 0      | 1      |
| 08    | Nils-Joel Englund    | 0    | 1      | 1      | 2      |
| 09    | Arne Hovde           | 0    | 1      | 0      | 1      |
| 09    | Sverre Kolterud      | 0    | 1      | 0      | 1      |
| 09    | Walter Motz          | 0    | 1      | 0      | 1      |
| 09    | Josef Schreiner      | 0    | 1      | 0      | 1      |
| 09    | Willy Bogner senior  | 0    | 1      | 0      | 1      |
| 09    | Herbert Leupold      | 0    | 1      | 0      | 1      |
| 015   | Sven Selånger        | 0    | 0      | 1      | 1      |
| 015   | Hans Vinjarengen     | 0    | 0      | 1      | 1      |
| 015   | Olli Remes           | 0    | 0      | 1      | 1      |
| 015   | Allan Karlsson       | 0    | 0      | 1      | 1      |
| 015   | Lars Theodor Jonsson | 0    | 0      | 1      | 1      |
| 015   | Arthur Häggblad      | 0    | 0      | 1      | 1      |

## Skilanglauf Männer

### Skilanglauf 18 km

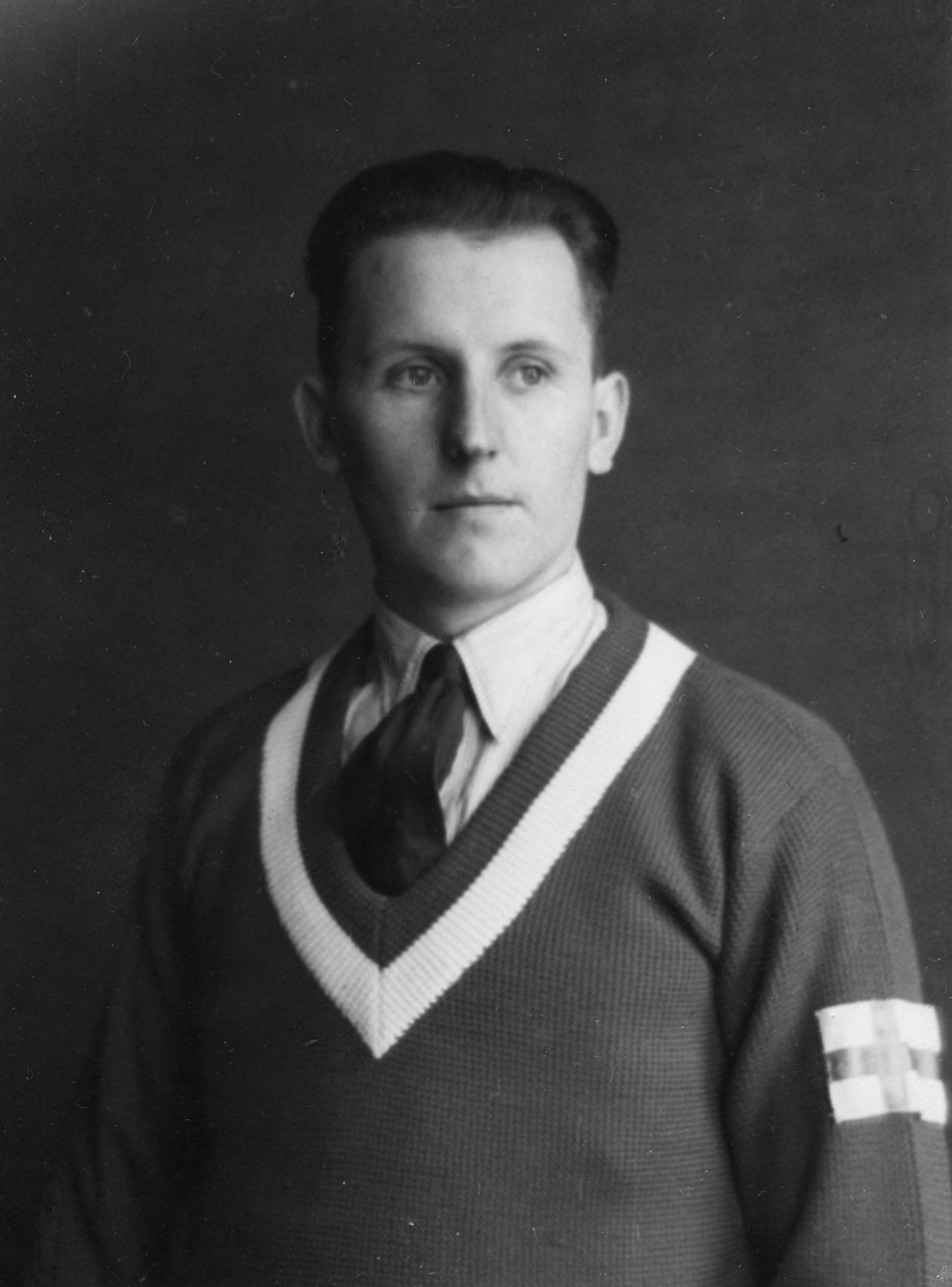
Weltmeister Sulo Nurmela

| Platz | Sportler             | Land     | Zeit        |
| ----- | -------------------- | -------- | ----------- |
| 1     | Sulo Nurmela         | Finnland | 1:04:29,0 h |
| 2     | Veli Saarinen        | Finnland | 1:05:35,0 h |
| 3     | Martii Lappalainen   | Finnland | 1:06:08,0 h |
| 4     | Arthur Häggblad      | Schweden | 1:06:10,0 h |
| 5     | Klaes Karppinen      | Finnland | 1:06:15,0 h |
| 6     | Oddbjørn Hagen       | Norwegen | 1:06:22,0 h |
| 7     | Lars Theodor Jonsson | Schweden | 1:06:51,0 h |
| 8     | Väinö Liikkanen      | Finnland | 1:06:57,0 h |
| 9     | Nils Englund         | Schweden | 1:06:58,0 h |
| 10    | Arvi Riivari         | Finnland | 1:07:05,0 h |

Datum: Mittwoch, 21. Februar 1934

### Dauerlauf 50 km
| Platz | Sportler          | Land     | Zeit        |
| ----- | ----------------- | -------- | ----------- |
| 1     | Elis Wiklund      | Schweden | 4:06:43,0 h |
| 2     | Nils Englund      | Schweden | 4:07:41,0 h |
| 3     | Olavi Remes       | Finnland | 4:08:05,0 h |
| 4     | Arthur Häggblad   | Schweden | 4:12:56,0 h |
| 5     | John Wikström     | Schweden | 4:12:59,0 h |
| 6     | Helge Wikström    | Schweden | 4:14:20,0 h |
| 7     | Ole Stenen        | Norwegen | 4:14:25,0 h |
| 8     | Karl Lindberg     | Schweden | 4:14:35,0 h |
| 9     | Hjalmar Bergström | Schweden | 4:14:39,0 h |
| 10    | Kalle Heikkinen   | Finnland | 4:16:34,0 h |

Datum: Montag, 26. Februar 1934
Die auf den Plätzen fünf und sechs liegenden John und Helge Wikström waren Brüder.

### 4 × 10 km Staffel
| Platz | Land            | Sportler                                                              | Zeit        |
| ----- | --------------- | --------------------------------------------------------------------- | ----------- |
| 1     | Finnland        | Sulo Nurmela Klaes Karppinen Martii Lappalainen Veli Saarinen         | 2:40:28,0 h |
| 2     | Deutsches Reich | Walter Motz Josef Schreiner Wilhelm Bogner Herbert Leupold            | 2:51:23,0 h |
| 3     | Schweden        | Allan Karlsson Lars Theodor Jonsson Nils Englund Arthur Häggblad      | 2:53:07,0 h |
| 4     | Norwegen        | Lars Bergendahl Olaf Hoffsbakken Hans Vinjarengen Oddbjörn Hagen      | 2:53:07,0 h |
| 5     | Polen           | Bronisław Czech Stanisław Karpiel Andrzej Marusarz Stanisław Marusarz | 2:56:01,0 h |
| DNS   | Österreich      |                                                                       |             |

Datum: Freitag, 23. Februar 1934
Teilnehmer: 6 Mannschaften gemeldet; 5 gestartet; 5 gewertet
Der überraschende zweite Rang der deutschen Staffel war der bis dahin größte Erfolg Deutschlands in den nordischen Wettbewerben bei Skiweltmeisterschaften. Die erste und bis dahin einzige Medaille bei diesen Weltmeisterschaften hatte 1927 Viktor Schneider im Skilanglauf über 18 km in Cortina d’Ampezzo errungen, als er Bronze gewann.
Möglich wurde dieser Erfolg durch die beiden Schlussläufer der norwegischen und schwedischen Staffel, Oddbjörn Hagen und Arthur Häggblad, die an einer vorgesehenen Abzweigung geradeaus liefen und ihren Fehler erst nach etwa drei Kilometern bemerkten. Inzwischen hatte der deutsche Schlussläufer Herbert Leupold einen Vorsprung von zehn Minuten gegenüber Schweden und Norwegen herausgelaufen, und dies unter fairer Mithilfe des an der Strecke stehenden Norwegers Arne Hovde, der Leupold, der ebenfalls falsch abzuzweigen drohte, auf die richtige Spur verwies. Hagen und Häggblad lieferten sich ein fulminantes Rennen und konnten etwa acht Minuten auf Leupold aufholen, schlussendlich reichte es aber doch nur noch zu einem Schlusssprint um den dritten Platz. Hier war zuerst Hagen vorne, schien auf der Ziellinie aber vom Schweden noch um ein paar Zentimeter geschlagen worden zu sein. Das Kampfgericht entschied auf ein unentschiedenes Rennen, was für beide den dritten Rang bedeutet hätte. Gegen diese Entscheidung wurde Protest eingelegt. Danach wurde Schweden als Dritter und Norwegen zeitgleich als Vierter geführt.

## Skispringen Männer

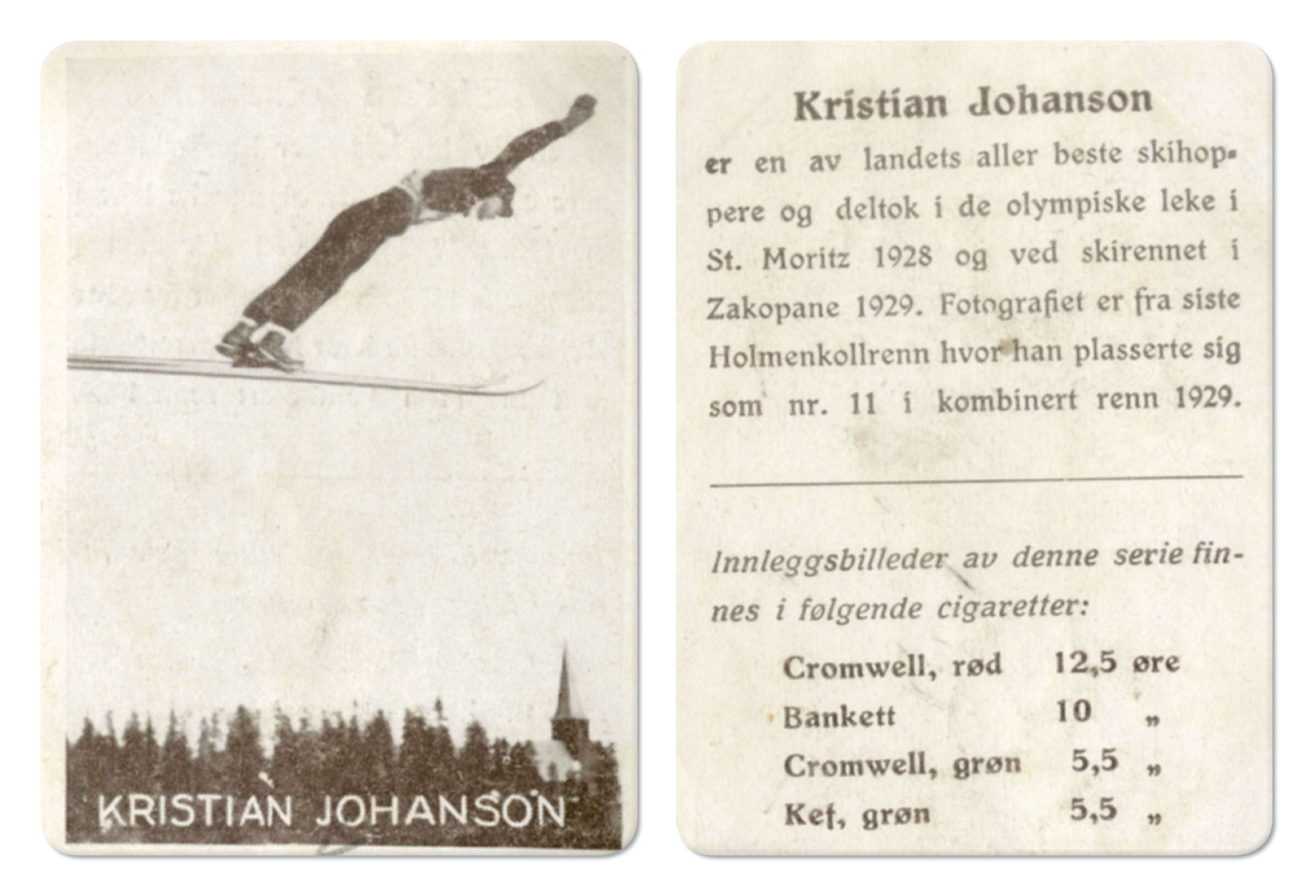

### Großschanze K-70
| Platz | Sportler                 | Land            | Weite 1 | Weite 2 | Note   |
| ----- | ------------------------ | --------------- | ------- | ------- | ------ |
| 1     | Kristian Johansson       | Norwegen        | 51,0 m  | 59,0 m  | 228,50 |
| 2     | Arne Hovde               | Norwegen        | 50,0 m  | 57,0 m  | 225,00 |
| 3     | Sven Eriksson (Selånger) | Schweden        | 46,0 m  | 57,5 m  | 223,10 |
| 4     | Lauri Valonen            | Finnland        | 48,5 m  | 57,5 m  | 222,80 |
| 5     | Olle Wikén               | Schweden        | 48,5 m  | 47,0 m  | 221,00 |
| 6     | Trygve Edin              | Norwegen        | 49,5 m  | 55,5 m  | 220,20 |
| 7     | Hans Vinjarengen         | Norwegen        | 50,5 m  | 55,5 m  | 220,00 |
| 8     | Sverre Kolterud          | Norwegen        | 48,0 m  | 56,0 m  | 219,80 |
| 9     | Reidar Andersen          | Norwegen        | 46,0 m  | 55,0 m  | 218,60 |
| 10    | Rolf Kaarby              | Norwegen        | 47,5 m  | 56,0 m  | 217,70 |
|       |                          |                 |         |         |        |
| 12    | Hans Ostler              | Deutsches Reich | 47,0 m  | 54,0 m  | 215,80 |
| 15    | Alfred Stoll             | Deutsches Reich | 50,0 m  | 56,0 m  | 214,10 |
| 23    | Marcel Reymond           | Schweiz         | 45,5 m  | 54,0 m  | 206,50 |
| 28    | Fritz Kaufmann           | Schweiz         | 42,0 m  | 51,0 m  | 202,20 |
| 33    | Karl Dietl               | Deutsches Reich | 42,5 m  | 51,5 m  | 198,00 |
| 38    | Gustav Müller            | Deutsches Reich | 41,0 m  | 49,5 m  | 193,80 |
| 39    | Anderl Hechenberger      | Deutsches Reich | 39,0 m  | 54,5 m  | 193,20 |
| 40    | Rudolf Hrabie            | Österreich      | 47,5 m  | 49,5 m  | 192,20 |
| 43    | Rudolph Matt             | Österreich      | 39,0 m  | 46,5 m  | 190,00 |
| 48    | Franz Reiser             | Deutsches Reich | 39,0 m  | 44,5 m  | 187,20 |
| 51    | Hans Hauser              | Österreich      | 41,0 m  | 49,0 m  | 187,00 |
| 52    | Anton Eisgruber          | Deutsches Reich | 40,0 m  | 54,5 m  | 184,60 |
| 55    | Markus Maier             | Österreich      | 36,0 m  | 49,0    | 181,60 |
| 70    | Eduard Galeitner         | Österreich      | 41,0 m  | 46,0 m  | 132,80 |

Datum: Sonntag, 25. Februar 1934
Sprungschanze: Hallstabacken
Teilnehmer: 95 genannt; 71 gestartet; 71 gewertet

## Nordische Kombination Männer

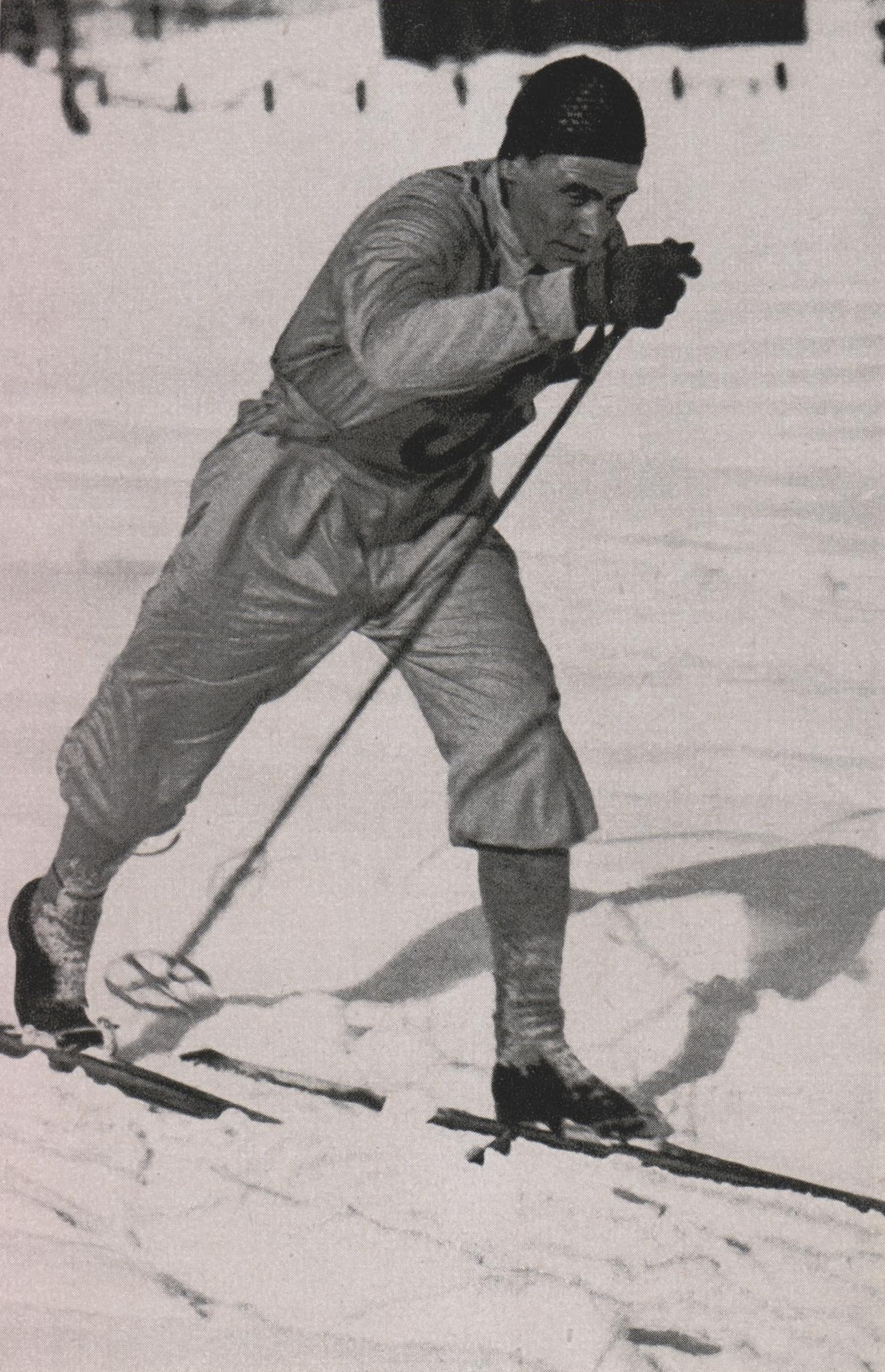
Weltmeister in der Nordischen Kombination wurde Oddbjörn Hagen

### Einzel (Großschanze K-70/18 km)
| Platz | Sportler           | Land     | Punkte |
| ----- | ------------------ | -------- | ------ |
| 1     | Oddbjörn Hagen     | Norwegen | 441,90 |
| 2     | Sverre Kolterud    | Norwegen | 427,50 |
| 3     | Hans Vinjarengen   | Norwegen | 411,70 |
| 4     | Ole Stenen         | Norwegen | 410,20 |
| 5     | Lauri Valonen      | Finnland | 400,60 |
| 6     | Olaf Hoffsbakken   | Norwegen | 397,15 |
| 7     | Stanisław Marusarz | Polen    | 396,60 |
| 8     | Jonas Westman      | Schweden | 392,65 |
| 9     | Arne Busterud      | Norwegen | 390,20 |
| 10    | Harald Hedjerson   | Schweden | 385,97 |

Datum: Mittwoch, 21. und Donnerstag, 22. Februar 1934